# Elma Smajic
Elma Smajic, född 17 maj 2003, är en svensk-bosnisk fotbollsspelare som spelar för Ifö/Bromölla IF. 

## Klubbkarriär
Smajic moderklubb är Ekenässjöns IF. Hon spelade därefter för FC Vetlanda. Smajic spelade sju matcher och gjorde ett mål för A-laget i Division 2 säsongen 2017. Följande säsong gjorde hon 10 mål på 18 ligamatcher. Under säsongen gjorde Smajic bland annat sex mål den 18 augusti 2018 i en 7–1-vinst över Fredriksdal/Äng. Säsongen 2019 gjorde hon 23 mål på 18 ligamatcher.
Hösten 2019 gick Smajic till Växjö DFF. I april 2020 blev hon uppflyttad i A-laget. Smajic debuterade i Damallsvenskan den 27 juni 2020 i 0–3-förlust mot Linköpings FC. Totalt spelade hon 15 ligamatcher under säsongen 2020.
Inför säsongen 2022 värvades Smajic av IFK Kalmar. Efter säsongen 2022 lämnade hon klubben. I december 2022 värvades Smajic av Ifö/Bromölla IF.

## Landslagskarriär
I februari 2020 blev Smajic uttagen i i Bosnien och Hercegovinas U19-landslag till två träningsmatcher mot Kroatien. Hon debuterade den 25 februari 2020 i en 3–1-vinst över Kroatien och spelade även den andra matchen två dagar senare som slutade 2–2. I juni 2021 blev Smajic uttagen till två träningsmatcher mot Slovenien. Hon gjorde ett mål den 23 juni i en 4–2-vinst över Slovenien och spelade även i den andra matchen två dagar senare som Bosnien och Hercegovina vann med 2–1. I februari 2022 spelade hon två träningsmatcher mot Montenegro och gjorde i den första matchen två mål.
Hon har därefter spelat ytterligare sex landskamper och gjort två mål i kvalet till U19-EM 2022.